# Jan Stangryciuk-Black
Jan Edward Stangryciuk-Black, pierw. Jan Edward Stangreciuk (ur. 8 kwietnia 1922 w Chełmie, zm. 22 października 2023 w Londynie) – polski lotnik, porucznik Wojska Polskiego, plutonowy Polskich Sił Powietrznych w Wielkiej Brytanii, chorąży (ang. warrant officer) Królewskich Sił Powietrznych, strzelec pokładowy Dywizjonu 300.

## Życiorys
Syn Konstantego. W 1934 wyemigrował wraz z rodziną do Argentyny. W 1942 zgłosił się jako ochotnik do Polskich Sił Zbrojnych i trafił do Wielkiej Brytanii, gdzie rozpoczął szkolenie w 18 Operational Training Unit jako strzelec pokładowy w samolotach bombowych.
2 października 1942 w Bramcote podczas lotu szkoleniowego samolot Wellington IC, pilotowany przez pilota kpr. Mariana Hesse, z radiotelegrafistą, kpr. pchor. Edmundem Misteckim oraz strzelcem pokładowym, kpr. Janem Stangryciukiem, rozbił się w kilka minut po starcie na skutek awarii silnika. Maszyna złamała się na dwie części i zaczęła palić. Stangryciuk, który stracił przytomność, zdołał się ocknąć i opuścić samolot, jednak powrócił jeszcze na pokład, by ratować pozostałych lotników, co niestety, zakończyło się niepowodzeniem. Jan Stangryciuk jako jedyny z załogi przeżył katastrofę, ale uległ ciężkim poparzeniom. W szpitalu RAF zajął się nim doktor Archibald McIndoe – specjalista w leczeniu oparzeń, a Jan Stangryciuk został członkiem Guinea Pig Club, do którego należeli lotnicy leczeni pionierskimi i eksperymentalnymi metodami (według przypuszczeń dziennika The Times, był ostatnim żyjącym członkiem klubu). Przeszedł kilkanaście operacji, w tym operacje rąk, a także rekonstrukcję twarzy. Po kilkumiesięcznym leczeniu powrócił do służby i był przez kilka miesięcy instruktorem strzelców pokładowych Air Gunnery School w Szkocji. Od listopada 1944 w stopniu plutonowego PSP latał jako tylny strzelec w bombowcach Lancaster w 300 Dywizjonie Bombowym „Ziemi Mazowieckiej”, w załodze por. pilota Jana Konarzewskiego. W latach 1944–1945 wziął udział w osiemnastu misjach nad terytorium Niemiec. Następnie został wezwany do szpitala na dokończenie leczenia. Kilka dni później, w nocy z 20/21 lutego 1945 samolot pilotowany przez por. Konarzewskiego wraz załogą został zestrzelony przez niemiecką artylerię przeciwlotniczą nad Leverkusen. W 1946 jako członek Guinea Pig Club wziął udział w Londyńskiej Paradzie Zwycięstwa. Po rozwiązaniu Polskich Sił Powietrznych w Wielkiej Brytanii został przyjęty do RAF, gdzie służył jako kontroler ruchu lotniczego w stopniu chorążego (ang. warrant officer). Ze służby odszedł w 1948. 
Następnie przyjął nazwisko pierwszej żony Evelyn (Black) i osiadł w Londynie. Przez dwanaście lat pracował jako handlowiec w fabryce wyrobów gumowych.
W następnych latach ożenił się po raz drugi, z Jadwigą, oraz pozostawał zaangażowany w działania kombatanckie i polonijne w Wielkiej Brytanii. 26 sierpnia 2020 prezydent RP Andrzej Duda mianował go na stopień podporucznika. 2 września 2023 otrzymał awans na stopień porucznika.
Zmarł 22 października 2023 w Londynie, w wieku 101 lat. 10 listopada 2023 po nabożeństwie w kościele św. Andrzeja Boboli w Londynie, został pochowany na cmentarzu Gunnersbury. Uroczystości miały charakter państwowy z asystą kompanii reprezentacyjnej Sił Powietrznych RP.

## Ordery i odznaczenia
- Krzyż Kawalerski Orderu Odrodzenia Polski
- Krzyż Walecznych
- Medal Lotniczy
- Odznaka Pilota
- Odznaka Dywizjonu 300
- Air Crew Europe Star – Wielka Brytania
- Defence Medal – Wielka Brytania
- Bomber Command Medal – Wielka Brytania